# Sobiemyśl
Sobiemyśl é uma vila na Comuna de Gryfino, Condado de Gryfino, Pomerânia Ocidental, no noroeste da Polônia, perto da fronteira alemã.